# Yellow supergiant eclipsing binary
Yellow supergiant eclipsing binary – kontaktowa gwiazda zmienna zaćmieniowa, składająca się z dwóch żółtych nadolbrzymów, znajdujących się tak blisko siebie, że połączone są ze sobą swoją materią.  Jeden z układów tego typu został odkryty w 2008 w galaktyce Holmberg IX.